# Ниссен, Фредрик
Фредрик Филип Фердинанд Ниссен (швед. Fredrik Philip Ferdinand Nissen; род. 28 марта 2005) — шведский футболист, защитник клуба «Броммапойкарна».

## Клубная карьера
Является воспитанником «Броммапойкарны». В начале 2022 года стал тренироваться с основной командой клуба. 5 марта 2022 года впервые попал в заявку на официальный матч в рамках группового этапа кубка страны с «Браге», но на поле не появился. 30 июля того же года дебютировал за основной состав в матче очередного тура Суперэттана против «Шёвде», появившись на поле на 87-й минуте. 7 сентября заключил с «Броммапойкарной» свой первый контракт на три с половиной года. По итогам сезона клуб занял первое место в турнирной таблице и вышел в Алльсвенскан.
1 апреля 2023 года в первом туре нового сезона Ниссен дебютировал в чемпионате Швеции в матче c «Юргорденом», заменив на 85-й минуте Кевина Акермана.

## Достижения
Броммапойкарна
- Победитель Суперэттана: 2022

## Клубная статистика
| Выступление      | Выступление      | Выступление      | Лига | Лига | Кубки | Кубки | Конт. кубки | Конт. кубки | Итого | Итого |
| Клуб             | Лига             | Сезон            | Игры | Голы | Игры  | Голы  | Игры        | Голы        | Игры  | Голы  |
| ---------------- | ---------------- | ---------------- | ---- | ---- | ----- | ----- | ----------- | ----------- | ----- | ----- |
| Броммапойкарна   | Суперэттан       | 2022             | 3    | 0    | 1     | 0     | 0           | 0           | 4     | 0     |
| Броммапойкарна   | Алльсвенскан     | 2023             | 1    | 0    | 0     | 0     | 0           | 0           | 1     | 0     |
| Броммапойкарна   | Итого            | Итого            | 4    | 0    | 1     | 0     | 0           | 0           | 5     | 0     |
| → Тебю           | Дивизион 1       | 2023             | 1    | 0    | 0     | 0     | 0           | 0           | 1     | 0     |
| → Тебю           | Итого            | Итого            | 1    | 0    | 0     | 0     | 0           | 0           | 1     | 0     |
| Всего за карьеру | Всего за карьеру | Всего за карьеру | 5    | 0    | 1     | 0     | 0           | 0           | 6     | 0     |